# Gonzalo Fernández de Córdoba (1585-1635)
Gonzalo Fernández de Fernández de Córdoba (Cabra, 31 dicembre 1585 – Montalbán, 16 febbraio 1635) è stato un generale e duca spagnolo.

## Biografia
Valoroso generale, partecipò con varia fortuna a tre guerre: la guerra degli ottant'anni tra Spagna e nascente Repubblica delle Sette Province Unite protestante (mentre i Paesi Bassi spagnoli, cattolici, rimasero fedeli alla Spagna); la guerra dei trent'anni; e la guerra di successione di Mantova e del Monferrato.
Dal 1621 al 1623, Gonzalo Fernández de Córdoba comandò l'esercito spagnolo nel Palatinato e, nel 1622, combatté la battaglia di Wimpfen e nella battaglia di Höchst, sconfiggendo Ernst von Mansfeld e Cristiano di Brunswick, e partecipò agli assedi di Bacharach e di Heidelberg, sconfiggendo ancora una volta i suoi avversari protestanti anglo-tedeschi. Successivamente, sempre nel 1622, dopo una marcia di trasferimento, fu protagonista della battaglia di Fleurus nell'attuale Belgio.
Fu Governatore dello Stato di Milano nel periodo 1625-1629.
Nel 1628, durante la guerra di successione di Mantova e del Monferrato, comandò l'esercito spagnolo impegnato in nord Italia, lasciando il Gran Cancelliere Antonio Ferrer (citato ne I promessi sposi) quale suo delegato a Milano. Posta sotto assedio la Cittadella di Casale Monferrato tra il 1628 ed il 1629 non riuscì ad impadronirsene e venne costretto a ritirarsi a Milano dinanzi all'arrivo di forze francesi preponderanti. Per tale ragione fu richiamato a Madrid e sottoposto a un processo militare, venendo sostituito da Ambrogio Spinola. 
Alcuni anni dopo, fu riabilitato e inviato di nuovo nei Paesi Bassi dove, nel 1633, condusse con successo operazioni sul basso Reno alle spalle dell'armata vittoriosa del Re di Gustavo Adolfo di Svezia, ma non riuscì a impedire la presa di Maastricht da parte di Federico Enrico d'Orange.
Fu richiamato in Spagna nel 1633.

## Famiglia
Nacque in Andalusia, a Cabra nella provincia di Cordova, terzo figlio di Antonio Fernández de Córdoba Cardona y Requesens, Duca di Somma. Nel 1624, gli fu concesso il titolo di primo Principe di Maratea. Era un discendente diretto del Gran Capitán Gonzalo Fernández de Córdoba, noto in Italia come Consalvo di Cordova. Morì nel 1635.

## Nei Promessi Sposi
Questo personaggio storico è anche un personaggio de I promessi sposi di Alessandro Manzoni. Già presente a partire dai fatti dei tumulti di San Martino, Gonzalo Fernández de Córdoba viene descritto comunque realisticamente.
Fu invischiato nella guerra per la successione al ducato di Mantova, che vedeva gli spagnoli contro i francesi, sebbene il Manzoni lo sostenesse favorevole alla guerra, in realtà fonti storiche lo ricordano contrario.
Manzoni descrive anche la rabbia del popolo contro di lui quando lascia Milano.
Viene citato anche come autore della grida ove, tra l'altro, si comminavano pene gravi a chi operasse al fine che «...quel prete non faccia quello che è obbligato per l'ufficio suo, o faccia cose che non gli toccano.», e che l'avvocato Azzecca-garbugli legge a Renzo quando quest'ultimo gli si rivolge per chiedere il suo aiuto contro il sopruso di Don Rodrigo.